# Epicrise
Epicrise — український грайндкор гурт з Лисичанська (Луганська область, Україна), створений наприкінці 1995 року. Формація бере початок з гурту "Amnesia", яка шукала свій музичний напрямок з 1994 року. Лише в 1995 році троє молодих музикантів сформували та винесли зі своєї репетеційної (бази) своє бачення на буття одразу у вигляді двух demo. "Epicrise"  Гурт однозначно є піонером жанру brutal death грайндкор в Україні та ближнього зарубіжжя. Лише через 2-3 роки в СНГ на музичній сцені почали з'являтися гурти цього музичного напрямку  ."Epicrise" того часу був зразком та еталоном музичного формування для багатьох музичних гуртів.

## Учасники гурту

### 1995 (Склад I)
- Євген «T.Grinder» Шикаревський (екс Mental Demise) — барабани
- Максим «Raspator» Окопний — вокал
- Дмитро «Long» Вязніков — гітара

### 1998 (Склад II)[3]
- Юрій «Pinky» Лисяк — барабани
- Дмитро «Long» Вязніков — бас
- Валерій Ващук — гітара

### 1999 — 2000 (Склад III)
- Руслан «Гриша» Копуш — гітара
- Михайло Петренко — бас
- Євген «T.Grinder» Шикаревський — барабани

### 2000 — (Склад IV)[3]
- В'ячеслав Іщенко — гітара, вокал
- Михайло Петренко — бас
- Максим «Югенд» Ващук — вокал
- Євген Шикаревський — барабани

### 2008 — (Склад V)
- В'ячеслав Іщенко — гітара, вокал
- Михайло Петренко — бас
- Олександр "Старий" Поляков — вокал
- Євген Шикаревський — барабани
- Артем "Сася" Д'яченко — гітара, вокал

### 2010 — (Склад VI)
- В'ячеслав Іщенко — гітара, вокал
- Михайло Петренко — бас
- Олексій "Юноша" Савєнков — вокал
- Євген Шикаревський — барабани

## Дискографія
- "Sad of death" demo, 1995
- "Концепция появления галлюцинации" demo,1995
- "Morgh" (overwritten),1995
- Epicrise/Ballgag, split CD , 2007 (Ukragh prod)
- "Amigo's Contraception" promo, 2007
- "Disconnect" promo, 2007
- "Twin's Contraception", CD, 2008 (Ukragh prod)
- "Social Protest & Dashto Ne Funguje"	split CD, 2009
- Neuropathia/Epicrise	Split CD, 2010[2]